# Marek Czarnecki (politiker)
Marek Aleksander Czarnecki, född 22 mars 1959 i Chorzów, är en polsk politiker. Han var ledamot av Europaparlamentet 2004–2009. Han hörde först till grupplösa i Europaparlamentet och anslöt sig 2006 till nationalkonservativa Gruppen Unionen för nationernas Europa. Efter sitt utträde ur Samoobrona bytte Czarnecki 2008 gruppering till Gruppen alliansen liberaler och demokrater för Europa utan att omedelbart ansluta sig till ett annat parti i Polen.
En förklaring till vacklandet i val av gruppering i början av mandatperioden hade med Samoobronas linje att göra. Partiets ledamöter var valda att företräda en linje som kombinerar moralkonservatism och motstånd mot globalisering med en vänsterpolitik i ekonomiska frågor.